# 八角朋子
八角 朋子（やすみ ともこ）は、日本の作曲家、歌手。

## 参加アルバム
キングアーカイブシリーズ青春の門
（2008年6月4日／KICS-8165・2019年10月9日／KICS-8203）
- 「織江の唄」（作詞:五木寛之、作曲:臼井正史、編曲:石田勝範、歌：八角朋子）
- 「二丁目の子守唄」（作詞:五木寛之、作曲:代田陽子、編曲:石田勝範、歌：八角朋子）

五木寛之作詞作品集　歌いながら歩いてきた
（2019年3月6日／COZP-1501/5）
- 「織江の唄」（歌：八角朋子）

## 作曲楽曲
あおい輝彦
- 「ミッドナイト・ブルー」（作詞:麻生香太郎、編曲:馬飼野康二）1979年

石原裕次郎
- 「愛の絆」（作詞:杉紀彦、編曲:高田弘）1978年
- 「港町の少女」（作詞:杉紀彦、編曲:高田弘）1978年
- 「想い出のジェニー」（作詞:杉紀彦、編曲:高田弘）1978年

梶芽衣子
- 「元町シャンソン」（作詞:香川リサ、編曲:馬飼野康二）1978年

草刈正雄
- 「ビバユー」1978年
- 「アドベンチャー・プラン」（作詞:麻生香太郎、編曲:雨宮健）1978年
- 「鏡よ鏡」（作詞:麻生香太郎、編曲:大谷和夫）1979年

小林幸子
- 「六時、七時、八時あなたは…」（作詞:麻生香太郎、編曲:福井峻）1979年

榊原郁恵
- 「アイ・ラブ・マイ・ファミリー」（作詞:麻生香太郎、編曲:小六禮次郎）1979年
- 「ヘッドホーン・トラベラー」（作詞:麻生香太郎、編曲:小六禮次郎）1979年
- 「夏のイマージュ」（作詞:麻生香太郎、編曲:井上鑑）1980年

志穂美悦子
- 「思い出 So Long」（作詞:柳生縫之介、編曲:小笠原寛）1982年

ビコーズ
- 「チャールストン・ファンタジー」（作詞:園田圭介、編曲:大谷和夫）1981年

藤真利子
- 「可愛い女」（作詞:杉紀彦、編曲:石田勝範）1981年

真木理恵
- 「ダンスィング・スカイ」（作詞:町ざき圭、編曲:船山基紀）1979年

森昌子
- 「父娘草」（作詞：山口あかり、編曲:馬飼野俊一）1978年
- 「お嫁にゆきます」（作詞：山上路夫、編曲:馬飼野俊一）1978年
- 「おばあちゃん」（作詞:麻生香太郎）

和田アキ子
- 「初秋 - EARLY AUTUMN」（作詞:いまむられいこ、編曲:若草恵）1978年
- 「さよならを言わないで - NEVER SAY GOOD-BY」（作詞:いまむられいこ、編曲:若草恵）1978年
- 「船乗りたちが集まる店 - SAILOR'S BAR」（作詞:いまむられいこ、編曲:若草恵）1978年
- 「スクリーン - SCREEN」（作詞:麻生香太郎、編曲:竜崎孝路）1978年

## 作詞楽曲
三木聖子
- 「ドリーミィ・スカイライン」（作曲:佐瀬寿一、編曲：船山基紀）1976年